# Golf van Volos
De Golf van Volos ook wel Pagasetische Golf (Grieks: Παγασητικός κόλπος, Pagasitikós kólpos) is een baai in Magnesia, Thessalië, Griekenland. De maximale diepte is 102 meter. De baai ligt bij het schiereiland pilion en is verbonden met de Euboische golf via een smalle verbinding van ongeveer 4 km. De baai heeft een oppervlakte van 175 vierkante kilometer.
De belangrijkste haven is Volos.

## Mythologie en geschiedenis
De baai is vernoemd naar de historische grote stad; Pagasae, waar volgens de mythologie Jason zijn schip de Argo bouwde en van waaruit hij zijn avontuurlijke reis startte.
De naam van de baai in het Latijn was Pagasaeus Sinus.

## Plaatsen rond de Golf van Volos
- Amaliapolis, W, haven
- Alos, W, geen haven
- Almyros, W, geen haven
- Nea Anchialos, NW, strand, haven,
- Pagasae, NW, geen haven
- Demetrias, NW, geen haven
- Iolkos, NW, geen haven
- Volos, N, belangrijkste haven
- Agria, NE, strand, haven
- Neochori, E, geen haven,
- Argalasti, E, geen haven, stranden (Lefokastro, Kalamos, Horto)
- Milina, SE, geen haven, stranden
- Trikeri, S, haven bij Agia Kyriaki, stranden